# Lac de Bodom
Pour les articles homonymes, voir Bodom (homonymie).
Le lac de Bodom, en finnois Bodominjärvi, en suédois Bodom träsk, est un lac finlandais situé dans le quartier de Bodom de la ville d'Espoo en Finlande.

## Géographie
Le lac de Bodom mesure approximativement trois kilomètres de longueur sur un de largeur.
Le lac s'écoule vers le sud dans le fleuve Espoonjoki qui se déverse dans le golfe de Finlande.

## Oittaa
Oittaa qui correspond à la côte sud-ouest du lac, est une plage de sable populaire et un espace extérieur de loisirs. Le lac avec ses environs offre également un large éventail d'options pour les activités récréatives. En 2013, on y a construit un terrain de jeux Angry Birds. On peut aussi y jouer au frisbee, au basketball et au volleyball.
Oittaa a un musée en plein air appartenant à la ville d'Espoo, et un centre de loisirs dans le manoir d'Oitta avec une caféteria, des locations d'équipement de plein air, un restaurant de cent couverts, un sauna et une jetée privée.
D'Oittaa partent des sentiers de randonnées, qui se transforment en piste de ski éclairées l'hiver, par lesquels on peut rejoindre le parc central d'Espoo ou le parc national de Nuuksio.

## Transports
Le lac Bodominjärvi est à proximité de la Kehä III. On peut venir à Oittaa en bus à partir du centre d'Espoo. La rive orientale du lac Bodominjärvi est accessible par le bus 215A partant de Leppävaara.
La ligne de bus 246 (Espoon keskus – Röylä) emprunte la Kunnarlantie sur la rive occidentale.

## Histoire
Les manoirs de Pakankylä, d'Oittaa et de Bodom sont trois manoirs historiques construits autour du lac Bodom.
Ce lac est connu pour avoir été le théâtre du meurtre de trois adolescents le 5 juin 1960. Le groupe de metal finlandais Children of Bodom tire son nom de ce drame, plusieurs chansons sont d'ailleurs consacrées à cet évènement tout comme la mascotte du groupe, la faucheuse .